# Carey May-Edge
Carey May-Edge (geb. May; * 19. Juli 1959 in Dublin) ist eine irische Langstreckenläuferin, die ihre größten Erfolge im Marathon hatte.

## Leben
1980 gewann sie die Premiere de Dublin-Marathons in der nationalen Rekordzeit von 2:42:11 h. Im Jahr darauf wurde sie die erste irische Marathon-Meisterin, und 1982 verbesserte sie als Zweite beim San-Francisco-Marathon diese Marke auf 2:38:32 und kam bei den Leichtathletik-Europameisterschaften in Athen auf den 18. Platz.
1983 und 1985 gewann sie den Osaka Women’s Marathon, und stellte dabei zwei weitere Rekorde auf (2:29:23) und bei den Leichtathletik-Weltmeisterschaften 1983 in Helsinki belegte sie den 13. Rang, im Jahr darauf kam sie bei den Olympischen Spielen in Los Angeles auf den 28. Platz und wurde Sechste beim New-York-City-Marathon.
1985 wurde sie Fünfte beim Pittsburgh-Marathon und Siebte beim Tokyo International Women’s Marathon.
Am 1. Juni 1983 stellte sie in Houston mit 33:04,23 min einen irischen Rekord im 10.000-Meter-Lauf auf.
Carey May-Edge ist eine Absolventin der Brigham Young University (BYU). Sie ist mit dem kanadischen Marathonläufer Dave Edge verheiratet und hat mittlerweile die Staatsangehörigkeit ihres Ehemanns erworben. Derzeit ist sie Trainerin an der Tesoro High School in Las Flores (Orange County, Kalifornien).

## Persönliche Bestzeiten
- 10.000 m: 32:51,23 min, 30. Mai 1984, Eugene
- Marathon: 2:28:07 h, 27. Januar 1985, Osaka